# TJK Legion
Tallinna Jalgpalli Klubi Legion (også kendt som TJK Legion) er en estisk fodboldklub. Klubben har hjemme i Tallinn.

## Mesterskaber
- Esiliiga (D2)
  - Vindere (3): 2019.[1]

## Historiske slutplaceringer
| Sæson | Niveau | Liga         | Placering | Kilde |
| ----- | ------ | ------------ | --------- | ----- |
| 2018  | 3.     | Esiliiga     | 1.        | [ 2 ] |
| 2019  | 2.     | Esiliiga     | 1.        | [ 3 ] |
| 2020  | 1.     | Meistriliiga | 7.        | [ 4 ] |
| 2021  | 1.     | Meistriliiga | 5.        | [ 5 ] |
| 2022  | 1.     | Meistriliiga | 9.        | [ 6 ] |
| 2023  | 2.     | Esiliiga     | 9.        | [ 7 ] |

## Klubfarver
| TJK LEGION | TJK LEGION |

## Nuværende trup
Pr. 17. februar 2022.
<...>